# تنام رائع
تنام فرموزا (الاسم العلمي: Eudromia formosa) هو نوع من الطيور يتبع جنس التنام الراكض من فصيلة التنامية.